# Zveza Sožitje
Zveza Sožitje je samostojna, neprofitna in prostovoljno društvena organizacija v Sloveniji, ki nudi pomoč osebam z motnjami v razvoju. Zvezo Sožitje sestavljajo mnoga društva po vsem območju Republike Slovenije, ki nudi pomoč omenjenim osebam, njihovim staršem oziroma skrbnikom. Direktorica Zveze Sožitja je Mateja De Reya. 

## Zgodovina
Zveza je bila ustanovljena leta 1963. Do danes se je v zvezo Sožitje vključilo kar 52 lokalnih društev, ki delujejo po vse Sloveniji. Natančeje je 51 društev Sožitje, ki skrbijo za pomoč osebami z motnjo v razvoju in dvainpedeseto društvo je društvo Specialne olimpijade Slovenije, ki skrbi za športne organizacije in rekreacijo.
Lokalna društva po Sloveniji ima že preko 14.000 članov. Sem spadajo v prvi vrsti osebe z motnjami v duševnem razvoju, njihovi starši, skrbniki in strokovnjaki ter prostovoljci, ki se odločijo za pomoč v društvu. 
Zveza Sožitje je od leta 1994 tudi polnopravna članica Inclusion Interanational, ki je svetovna organizacija za pomoč osebam z motnjami v duševnem razvoju. Ta organizacija ima sedež v Londonu. 
V Sloveniji se zveza Sožitje povezuje z invalidskimi organizacijami. Prav tako zveza deluje na osnovi določil Zakona o društvih in Zakona o invalidski organizaciji. 

## Lokalna društva
Zvezo Sožitje sestavljajo lokalna društva, ki delujejo po vsej Sloveniji. 
Cilj lokalnih društev je da poskrbija za osebne pristope do članov. To pomeni, da se trudijo, da se osebe z motnjami v razvoju tudi realizirajo na svojem področju in v lokalni sredini, ter vse to na čimvečih področjih, tako v zdravstvu, šolstvu, verstvu, zaposlovanju...